# Cerodontha hirsuta
Cerodontha hirsuta este o specie de muște din genul Cerodontha, familia Agromyzidae, descrisă de Mitsuhiro Sasakawa în anul 1972.
Este endemică în Taiwan. Conform Catalogue of Life specia Cerodontha hirsuta nu are subspecii cunoscute.